# Aniseia argentina
Aniseia argentina é uma espécie trepadeira de planta com flor pertencente à família Convolvulaceae.
A autoridade científica da espécie é Carlos Alberto O'Donell, tendo sido publicada em Lilloa 23: 473. 1950.

## Brasil
Esta espécie terrícola é nativa e não endémica do Brasil, podendo ser encontrada nas Regiões Centro-Oeste, Norte e Sul do Brasil. Em termos fitogeográficos pode ser encontrada nos domínios do Cerrado e da Pampa.
Não ocorrem táxons infra-específicos no Brasil.